# Жалпактал (городище Золотой Орды)
Жалпактал — археологический памятник, городище на границе Казталовского и Жангалинского районов Западно-Казахстанской области Казахстана. Представляло собой крупный населённый пункт с развитой округой эпохи Золотой орды.
Первые сведения о городище в районе Узени имеются в работе 1778 года П. С. Палласа, путешествовавшего по пойме реки Урал. Это городище современные исследователи отождествляют с Жалпакталом.
Раскопки городища начаты в 2010 году. Инструментальная съёмка показала, что площадь городища составляет около 68 гектаров. В ходе раскопок археологи нашли несколько мазанковых мавзолеев, остатки мечети и жилых построек..